# 예산경찰서
예산경찰서(禮山警察署, Yesan Police Station)는 충청남도경찰청이 관할하는 경찰서 중 하나이다. 충청남도 예산군 일대를 관할한다. 충청남도 예산군 예산읍 사직로 5(526-2)에 위치하고 있다.
서장은 총경으로 보한다.

## 기본 정보
- 주소: 충청남도 예산군 예산읍 사직로 5(526-2)
- 우편번호: 340-800

## 관할 파출소 및 지구대
| 명칭             | 사진 | 주소                  | 관할구역               | 치안센터                  |
| ---------------- | ---- | --------------------- | ---------------------- | ------------------------- |
| 예산지구대       |      | 예산읍 아리랑로 22    | 예산읍 일부            | 읍내치안센터              |
| 삽교지구대       |      | 삽교읍 삽교로1길 28   | 삽교읍, 오가면, 응봉면 | 오가치안센터 응봉치안센터 |
| 덕산지구대       |      | 덕산면 덕산온천로 427 | 덕산면, 고덕면, 봉산면 | 고덕치안센터 봉산치안센터 |
| 신례원신암파출소 |      | 예산읍 신례원로 181   | 예산읍 일부, 신암면    | 신암치안센터              |
| 대술신양파출소   |      | 대술면 대술로 145-1   | 대술면, 신양면         | 신양치안센터              |
| 광시대흥파출소   |      | 광시면 예당로 157     | 광시면, 대흥면         | 대흥치안센터              |